# Peter Laverick
Peter Henry Laverick (29 tháng 1 năm 1939 - 2013) là một cầu thủ bóng đá chuyên nghiệp người Anh thi đấu ở vị trí tiền đạo.